# Arvagh
Arvagh (aussi Arva), en irlandais Ármhach, qui signifie champ de bataille, est un village du comté de Cavan, en Irlande.

## Vue d'ensemble
Arvagh est établie sur les rives du Lough Garty . Elle est surplombée par la montagne de Bruse. 
La localité est située au croisement des routes régionales R198 et R203 et se trouve à la frontière des comtés de Longford et de  Leitrim. Elle est connue pour être la ville où les trois provinces d'Ulster, Leinster et Connacht se rencontrent, étant située à environ trois kilomètres au sud-est du tripoint.
En 2016, Arvagh comptait 411 habitants.

## Commodités
Le Breffni Arms Hotel dispose d'un restaurant, un bar, une discothèque. 
Plusieurs pubs sont établis dans la localité, avec musique le week-end.

## Histoire
La région d'Arvagh a été peuplée par des Écossais, au début du XVIIe siècle. On raconte qu'un de ces écossais, John Brown, a vendu son terrain pour un cheval. Les comtes de Gosford, descendants de l'acquéreur, ont développé la ville au début du XIXe siècle. Ils ont notamment construit une halle qui existe toujours.
En 1841, la ville comptait quatre cafés et les foires mensuelles revêtaient une importance considérable pour le commerce local.
Ármhach signifie "champ de bataille" et a été nommé ainsi parce qu'Arvagh est situé à la frontière de 3 comtés et provinces, Leitrim, Longford et Fermanagh (Connaght, Leinster et Ulster), là-même où les familles dirigeantes de ces comtés se sont affrontées de manière sanglante.

## Événements
- La course annuelle Breffni Challenge de 20 km se déroule à partir de Cavan et se termine à Arvagh tous les mois d’août. Les bénéfices sont reversés à l’Hôpital St. Luke de Dublin[5].

- Chaque année, le spectacle agricole d'Arvagh a lieu dans la ville[6].

- Le festival des 3 provinces dure 10 jours, du dernier week-end de juillet au 1er week-end d'août. Le festival propose un large éventail de spectacles de musique, de théâtre, de comédie, d'art et un tournoi de football doté de 2 000 € de prix[7].

## Centres d'intérêt
- Arvagh Market House est un bâtiment de neuf baies, à deux niveaux, construit avant 1837 par le comte de Gosford. Il a peut-être été conçu par W. D. Butler. Les six baies extérieures ont été considérablement modifiées et le magasin donne maintenant l'impression d'être constitué de deux maisons à trois baies[8].

- La montagne de Bruse, à proximité, est une petite colline surmontée de trois cairns datant de la période néolithique[1].

- Les lacs Hollybank, Gulladoo et Rockfield sont des sites de pêche ouverts toute l'année[1].

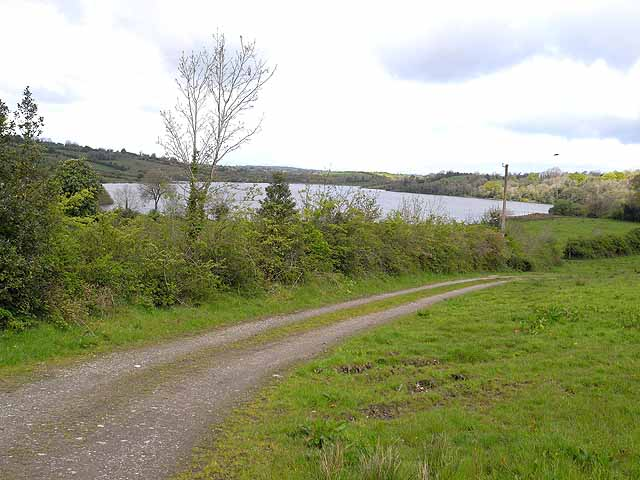
Lough Lower.
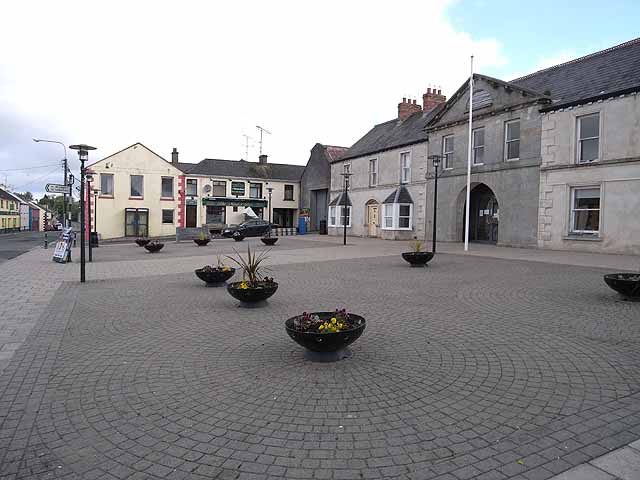
Market House.
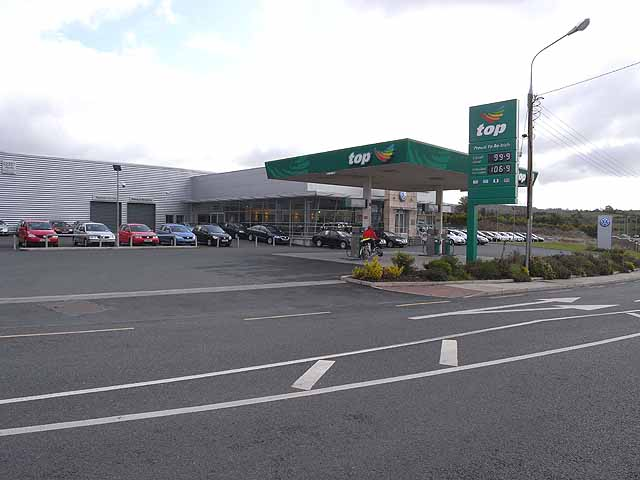
Garage Brady.
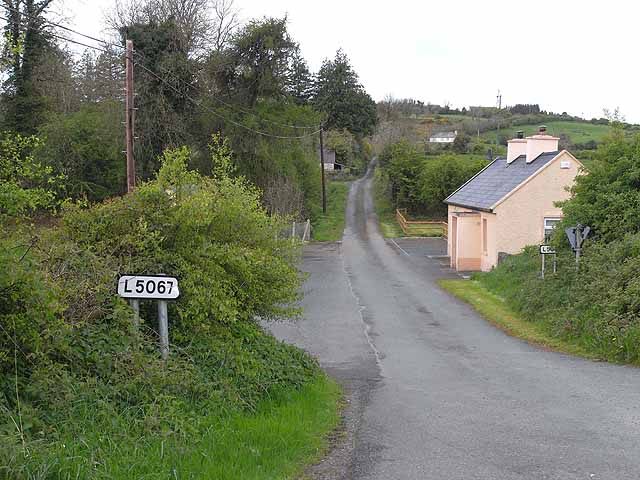
Route de village.

## Transports

### Bus
La société Whartons Travel exploite la ligne de bus 975 pour le compte des transports nationaux. Six fois par jour (sauf le dimanche) elle dessert Longford via Drumlish et Cavan,.
La compagnie de Bus Éireann gère la ligne 465 : (Carrigallen -  Killashandra - Cavan) et dessert la ville le mardi.

### Rail
Arva Road railway station, sur l’ancienne desserte de Killashandra, était la gare la plus proche d’Arvagh. 
La ligne de bus  '975'  assure la liaison avec la gare de Longford depuis la fin de l'activité ferroviaire locale.

## Pêche à la ligne
La région est renommée pour la pêche ouverte toute l'année dans les lacs Hollybank, Gulladoo et Rockfield . 
Le festival international de pêche d'Arvagh a lieu tous les ans en septembre.

## Démographie
Au recensement de 1841, Arvagh avait une population de 615 habitants.

## Personnalités locales
- William H. Bleakley (1888-1929), né à Arvagh, part aux États-Unis en 1905. Pionnier de l'aviation, il est le premier à exécuter l'exploit acrobatique du looping[3]. Il tente de battre un record d’altitude en 1928 et s’écrase[11].
- Siva Kaneswaran (1988-), membre du petit groupe anglo-irlandais The Wanted[12].